# Biatora turgidula
Biatora turgidula är en lavart som först beskrevs av Elias Fries och som  fick sitt nu gällande namn av William Nylander. 
Biatora turgidula ingår i släktet Biatora och familjen Ramalinaceae. Inga underarter finns listade i Catalogue of Life.
I den svenska databasen Dyntaxa används istället namnet Lecidea turgidula för samma taxon.  Arten är reproducerande i Sverige.